# دوروتی وان
دورتی واگان (انگلیسی: Dorothy Vaughan; ۲۰ سپتامبر ۱۹۱۰ – ۱۰ نوامبر ۲۰۰۸) دانشمند در زمینه ریاضیات اهل ایالات متحده آمریکا بود.